# David J

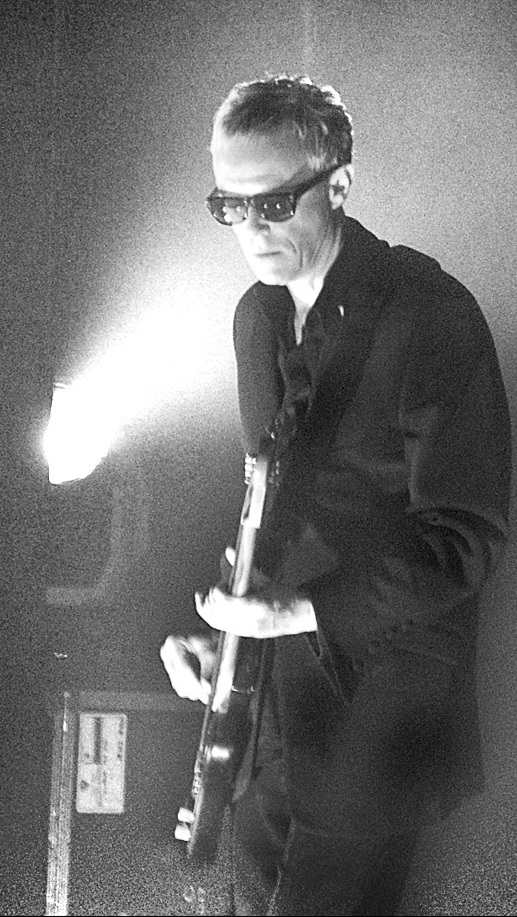
David J (2006)

David J nascido David J. Haskins (Northampton, 24 de Abril de 1957), é um  baixista inglês, membro das bandas Bauhaus e Love and Rockets. J é irmão de Kevin Haskins, baterista dos Bauhaus.

## Biografia
Ainda antes de formar os Bauhaus, J, e o seu irmão Askins, formaram duas bandas, The Submerged Teeth e The Craze, ambas de curta duração. Em 1978, ele e o irmão, juntaram-se a Peter Murphy e Daniel Ash para formar os Bauhaus 1919, futuros Bauhaus.
Em 1983, após o fim dos Bauhaus, J lança o seu primeiro trabalho a solo, The Etiquette of Violence. Passa depois pelos The Jazz Butcher e The Sinister Ducks. No ano seguinte, junto com Ash e Haskins, forma os Love and Rockets.
Para além de baixista e vocalista de apoio, J é também autor de várias letras das músicas dos Bauhaus e Love and Rockets. Foi J que escreveu a letra de Bela Lugosi's Dead, uma das músicas mais conhecidas dos Bauhaus. A solo, o seu trabalho que obteve mais êxito é o single I'll Be Your Chauffeur (do álbum Songs from Another Season), que chegou a nº1 da tabela "Modern Rock" dos EUA, em 1990.
J participou, também, em alguns trabalhos dos Porno for Pyros e Jane's Addiction. Juntou-se a Joyce Rooks e Don Tyler para a banda instrumental Three, que lançou o seu primeiro álbum, Evocations em 2005. Tocou guitarra baixo em várias faixas do álbum Wild Light, do músico Mount Sims.
Em 2003, começou a trabalhar na banda sonora do filme independente sobre Elizabeth Short, realizado por Ramzi Abed, The Devil's Muse. Em 2005, compôs a banda sonora da peça de teatro Cascando de Samuel Beckett. Em 2008, David J escreveu e realizou a peça Silver For Gold, baseada na vida de Edie Sedgwick.
Curiosidade: A Banda The Sinister Ducks foi formada por ele e o escritor de quadrinhos Alan Moore (Wathcmen / V de Vingança / Etc...) nos vocais. David J inclusive gravou várias músicas do própria Graphic Novel V de Vingança do autor.

## Discografia

### Álbuns a solo
- The Etiquette of Violence (1983) (Situation Two)
- Crocodile Tears and the Velvet Cosh (1985) (Glass)
- On Glass (1986) (Glass) (compilation of singles and EP)
- Songs From Another Season (1990) (RCA)
- Urban Urbane (1992) (MCA)
- Estranged (2003) (Heyday)

### EP
- V for Vendetta (1984)